# Контур газоносності
Ко́нтур газоно́сності вну́трішній (контур водоносності; рос. внутренний контур газоносности; англ. internal gas pool outline, gas-water contact; нім. innere Grenze f der Gasführung f, innere Grenze f der Gaskappe f) — при газовидобуванні — горизонтальна проєкція лінії перетину газонафтового або газоводяного контакту з підошвою продуктивного пласта.
Синонім: контур водоносності.